# Arco de Dolabela
O Arco de Dolabela e Silano (em latim: Arcus Dolabellae et Silani) ou apenas Arco de Dolabela, é um arco da Roma Antiga ao sul do Monte Célio que substituiu a Porta Celimontana. Fora construído por decreto senatorial em 10 pelos cônsules Públio Cornélio Dolabela e Caio Júnio Silano.

## Localização
O Arco de Dolabela está situado no canto nordeste do Castro dos Peregrinos no Monte Célio, no topo do Clivo de Escauro. Ela abrange a moderna Via de São Paulo da Cruz (Via di S. Paolo della Croce) e está próximo a Basílica de Santa Maria em Domnica. Sua localização indica que foi uma reconstrução de uma das portas da Muralha Serviana, embora qual delas é incerta: possivelmente a Porta Querquetulana ou a Porta Celimontana; provavelmente teria sido a última, mas não há indicativos de que qualquer via externa à cidade tenha atravessado a Celimontana.

## História
O Arco de Dolabela foi construído no ano 10 pelos cônsules Públio Cornélio Dolabela e Caio Júnio Silano. Provavelmente fora construído durante a restauração do sistema de aquedutos da cidade empreendida pelo imperador Augusto (r. 27 a.C.–14 d.C.), como o Arco de Lêntulo e Crispino. Em seguida, foi reutilizado por Nero (r. 54–68) quando estendeu a Água Cláudia com seu Aqueduto de Nero para levar água até o monte Célio.

## Descrição
O arco é feito com uma baía de travertino e suporta um ramo do Aqueduto de Água Márcia. Tem 4 metros de largura e 5,65 de altura. Blocos de tufo da Gruta Escura, materiais típicos usados para a construção da Muralha Serviana, foram encontrados no pilar norte. O arco é decorado com duas cornijas, mas não possui qualquer relevo escultural. No sótão há uma inscrição que fornece a identidade dos patrocinadores:
| “ | P. CORNELIVS P.F. DOLABELLA C. IVNIVS C.F. SILANVS FLAMEN MARTIAL(IS) CO(N)S(VLES) EX S.C. FACIVNDVM CVRAVERVNT IDEMQVE PROBAVERVNT. | ” |